# Unique Autocraft

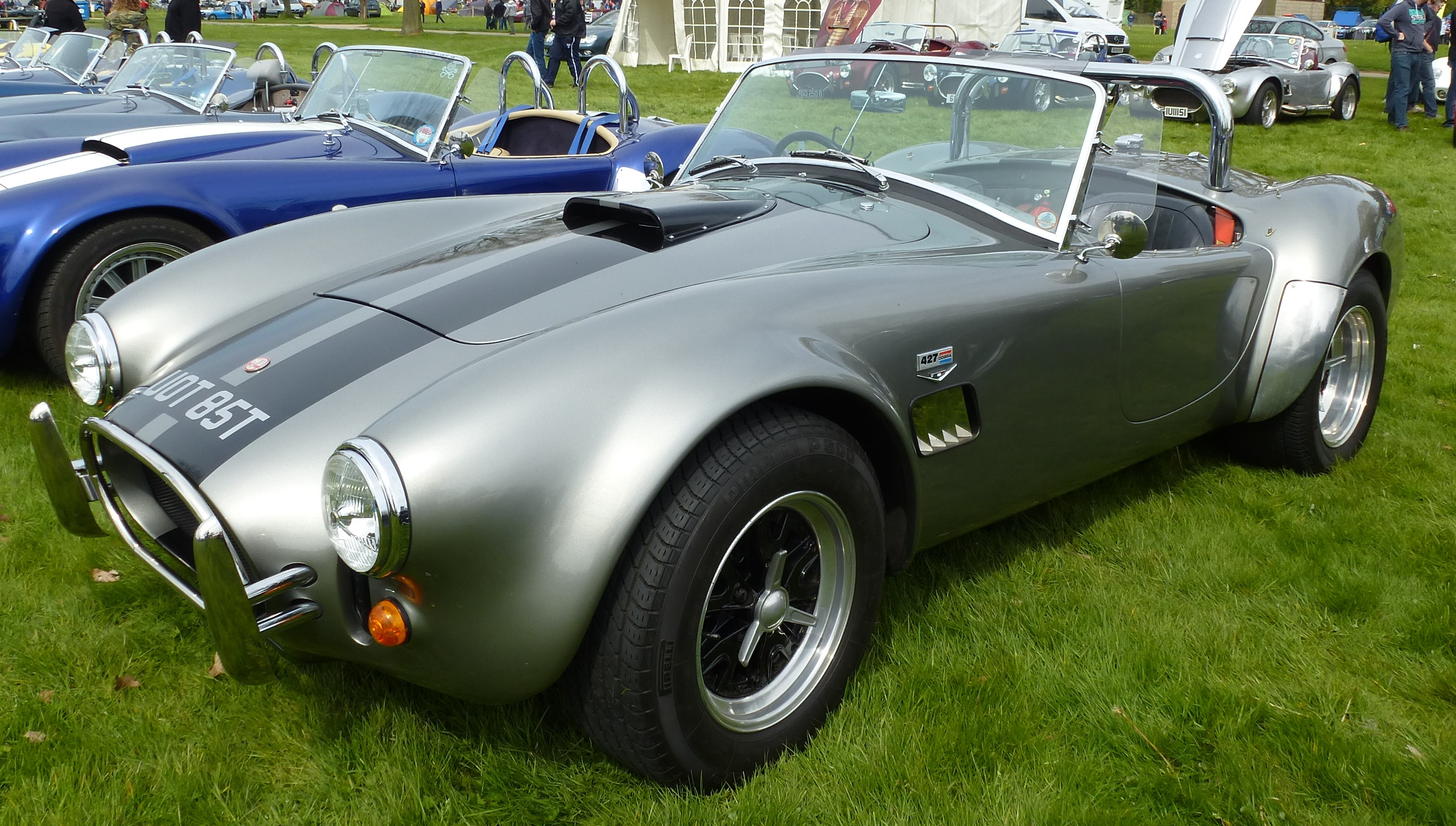
Python

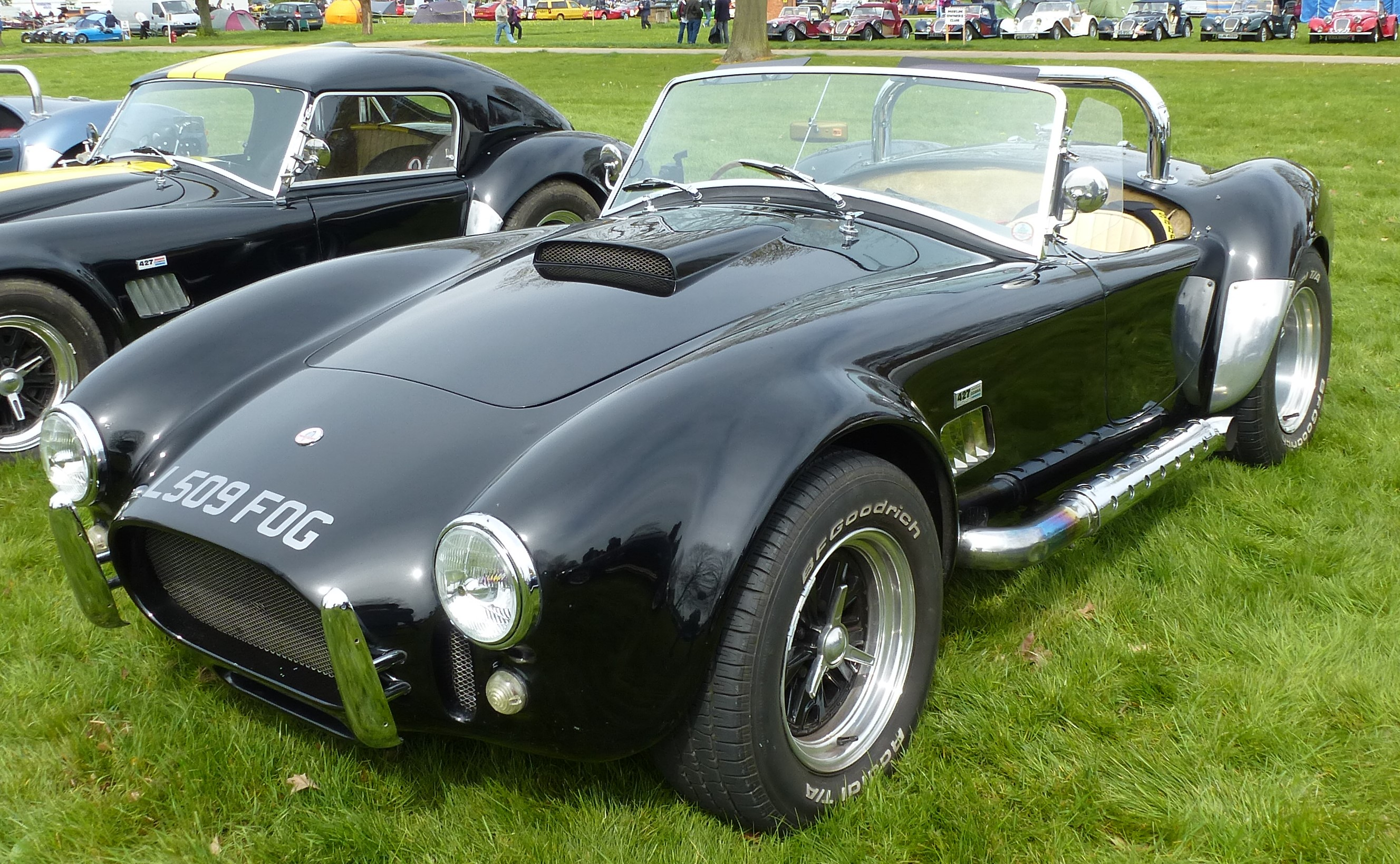
Python

Unique Autocraft war ein britischer Hersteller von Automobilen.

## Unternehmensgeschichte
Pete Gottlieb, Martin De’Ath und Kris Brown gründeten 1981 das Unternehmen in Harlow in der Grafschaft Essex. Sie begannen mit der Produktion von Automobilen und Kits. Der Markenname lautete Python. 1993 endete die Produktion. Insgesamt entstanden etwa 99 Exemplare.

## Fahrzeuge
Das einzige Modell war eine Nachbildung des AC Cobra. Ein Fahrgestell aus Stahl mit 233,68 cm Radstand (92 Zoll) bildete die Basis. Darauf wurde eine offene zweisitzige Karosserie montiert. Die Radaufhängungen kamen von Jaguar Cars. Verschiedene V6-Motoren von Ford und V8-Motoren diverser Hersteller trieben die Fahrzeuge an.